# 帕利亞斯卡區
帕利亞斯卡區（西班牙語：Distrito de Pallasca），是秘魯的一個區，位於該國北部安卡什大區的帕亞斯卡省，始建於1857年1月2日，面積59.77平方公里，海拔高度3,131米，2005年人口2,750，人口密度為每平方公里46人。